# Agrostis olympica
Agrostis olympica là một loài thực vật có hoa trong họ Hòa thảo. Loài này được (Boiss.) Bor mô tả khoa học đầu tiên năm 1961.